# 統一地方選挙
統一地方選挙（とういつちほうせんきょ）とは、臨時特例法に基づき、地方公共団体における選挙日程を全国的に統一して実施される、日本の地方選挙である。
ただし、制度上全国的に統一したわけでないものの、過去の経緯により同一の投票日で行われる一群の選挙もそう呼ぶ場合もある（その他の地方選挙を参照）。また、外国における同様の選挙がそのように報じられる場合もある。
日本では、ある一定期間に任期満了となる都道府県や市区町村の首長および地方議会議員について、1947年（昭和22年）4月に第1回統一地方選挙が開始されて以来、4の倍数年の前年（卯年、未年、亥年）に実施される。

## 概要
通例では当該年の4月に行われ、4月7日から13日までの間の日曜日に都道府県知事や政令指定都市の市長、ならびにそれぞれの地方議会議員選挙が、4月21日から27日までの間の日曜日に政令指定都市以外の市町村（東京都の特別区を含む）の首長・議会議員選挙が行われる。
これはもともと、1947年（昭和22年）5月の日本国憲法施行を前にして、同年4月5日に首長選挙・議会議員選挙が一斉に実施されたことが始まりである。4年ごとに全国の多くの地方公共団体において一斉に改選時期を迎えることから、選挙への関心を高めたり、日程の重複を避けたりするため、地方公共団体の議会の議員及び長の選挙期日等の臨時特例に関する法律により日程を統一的に調整している（統一地方選挙が実施されるその都度、前年の国会で臨時特例法が制定される）。さらに、2000年（平成12年）には公職選挙法などが改正され、下旬の選挙日には衆議院議員・参議院議員の補欠選挙も併せて実施されることとなった。この統一地方選挙の結果は国政にも影響を及ぼし、特に知事選挙の全国的な結果は、国政政党執行部の進退につながることもある。
なお、現在の形式が定着したのは、1975年（昭和50年）の統一地方選挙からである。その前回、1971年（昭和46年）までの統一地方選挙では、投票日が日曜日以外に設定されたり、特別区の区議会議員選挙が都道府県知事選挙などと同じ4月上旬に実施されたりするなど、現在とは異なる点があった。また、1975年（昭和50年）の統一地方選挙に合わせて、特別区の区長公選制が復活している。
韓国や台湾でも全国一斉に地方選挙が行われており、日本ではそれらも「統一選挙」と報道されるが、日本と違い、任期途中で首長が欠けた場合は「補欠選挙」扱い（任期は前任者の任期まで）となる。

### 選挙期日等の臨時特例
統一地方選挙が実施される年の前年に「地方公共団体の議会の議員及び長の選挙期日等の臨時特例に関する法律」が制定され、この臨時特例法により選挙日程が統一される。通常この臨時特例法では、該当年の3月1日から5月31日までに任期満了となる首長・議会議員の選挙を、原則として統一地方選挙の対象とすることが定められる。また、該当年の6月1日から6月10日までに任期満了となる場合においても、統一地方選挙の日程での選挙を実施できることが定められる。
さらに、首長については該当年の2月10日から臨時特例法が定める選挙告示日の5日前までの間に、議会議員については該当年の2月20日から臨時特例法が定める選挙告示日の5日前までの間に、それぞれ任期満了以外の選挙実施事由（長の辞職や死亡、議会の解散など）が発生した場合には、これらの選挙も統一地方選挙の日程で実施することが定められる。なお、上旬に実施される選挙（都道府県・政令市の選挙）に立候補した候補者は、当該選挙区を含む選挙区で行われる下旬の選挙（政令市以外の市町村・東京都の特別区の選挙や、衆議院・参議院の補欠選挙）に改めて立候補することができない（例：上旬に実施されるA県知事選挙に立候補したときは、下旬に実施されるA県にあるB市の市長選挙に立候補できない）。

### 阪神・淡路大震災に伴う特例措置とその後の制度変更
該当年の6月1日から6月10日までに任期満了となる首長・議会議員の選挙が統一地方選挙の日程で実施できるようになったのは、1999年（平成11年）からである。
これはもともと、1995年（平成7年）1月17日に発生した阪神・淡路大震災を受けて、同年4月9日、4月23日に統一地方選挙の日程で実施される予定であった兵庫県議会議員、神戸市議会議員、西宮市議会議員、芦屋市長・同市議会議員の各選挙がすべて同年6月11日に延期されたことによる（同年3月13日に公布・施行された阪神・淡路大震災に伴う地方公共団体の議会の議員及び長の選挙期日等の臨時特例に関する法律による措置。繰り延べ投票も参照のこと。なお、選挙の延期に伴い、延期の対象となる首長・議会議員の任期は選挙前日の6月10日まで延長された）。
このため、1995年（平成7年）6月11日の選挙で選出された首長・議会議員の任期は1999年6月10日までとなり、従来通りであれば統一地方選挙の対象外となるところであったが、1998年（平成10年）に公布・施行された地方公共団体の議会の議員及び長の選挙期日等の臨時特例に関する法律では第1条第2項に新たな規定が設けられ、該当年の6月1日から6月10日までに任期満了となる首長・議会議員の選挙についても統一地方選挙の日程で実施することが可能になった。これを受けて、1995年（平成7年）に任期延長・選挙延期の対象となった首長・議会議員を改選する1999年の選挙は、統一地方選挙の日程で実施された。
その後、2003年（平成15年）以降の統一地方選挙でも、該当年の6月1日から6月10日までに任期満了となる首長・議会議員の選挙について、統一地方選挙の日程で実施することが可能とされている。一例として2003年（平成15年）4月13日の札幌市の市長選挙は当初、本来の統一地方選挙の日程どおりに実施されたが、法定得票に達する候補者がなく、同年6月8日に再選挙となった。そのため、この再選挙で選出された市長の任期は2007年（平成19年）6月7日までとなったが、この任期満了に伴う2007年（平成19年）の札幌市長選は統一地方選挙の日程で実施されている。
なお、この阪神・淡路大震災に伴う選挙繰り延べで生じた、選挙日程と任期の2ヶ月のズレが問題視されるようになり、当該の兵庫県議会・神戸市会など4議会・芦屋市長が連携して運動を展開した結果、2017年に平成三十一年六月一日から同月十日までの間に任期が満了することとなる地方公共団体の議会の議員及び長の任期満了による選挙により選出される議会の議員及び長の任期の特例に関する法律が成立した。同法に基づき当該の議会で議決を行うことで、第19回統一地方選挙で選出される長・議員の任期を短縮し、次回の第20回統一地方選挙で選挙期日と任期が一致する形となった。

### 統一地方選挙の日程に従わない例
該当年の3月1日から5月31日までに任期満了となる首長・議会議員の選挙は先述の通り統一地方選挙の日程で実施されるが、公職選挙法第34条第1項の規定により当該選挙を同年2月28日までに実施する場合や、同法第34条の2のいわゆる90日特例を適用する場合には、例外的に統一地方選挙の日程で選挙を実施しないことも可能である。
実例として、旧佐賀市は1987年（昭和62年）1月の市長辞職により同年2月15日に市長選挙が実施され、東京都大田区は1986年（昭和61年）12月の区長死亡により翌年2月1日に区長選挙が実施され、いずれも首長の選挙が統一地方選挙の日程で実施されなくなった。以後は議会議員の選挙のみを統一地方選挙の日程で実施してきたが、その後、1999年（平成11年）には旧佐賀市、大田区ともに90日特例を適用して、首長選挙と議会議員選挙を同年3月14日に実施した。
この選挙で当選した首長の任期は2003年（平成15年）3月13日までとなり、2003年（平成15年）は統一地方選挙の日程での首長選挙が可能になったが、旧佐賀市は市長の空席期間が発生することを避けるため、同年2月16日に市長選を実施した。一方、大田区は区長選を同年4月27日の統一地方選挙の日程で実施し、区長の空席期間は助役が区長の職務代理者を務めた。
このような場合、首長や議会議員の任期の空白を避けるために選挙を2月までに実施するか、任期の空白が発生してでも選挙費用節減や選挙への関心喚起のため統一地方選挙の日程で選挙を実施するかは、当該地方公共団体の選挙管理委員会の判断に委ねられている。

## 平成以降の状況
首長の任期途中での辞職や死亡、議会の解散、市町村合併などにより少しずつ任期のズレが発生し、そのため、統一的に実施される数は回を経るごとに下がり続ける傾向にある。とくに市町村合併は、3度にわたる大規模な合併促進（合併ブーム）により、多くの自治体選挙に影響を及ぼしている。
また、2016年には18歳選挙権が導入され、統一地方選挙では2019年から適用された。
| 区分                                               | 都道府県 | 都道府県 | 政令指定都市 | 政令指定都市 | 政令指定都市以外の市 | 政令指定都市以外の市 | 特別区 | 特別区 | 町村   | 町村   |
| 区分                                               | 知事     | 議会     | 市長         | 議会         | 市長                 | 議会                 | 区長   | 議会   | 町村長 | 議会   |
| -------------------------------------------------- | -------- | -------- | ------------ | ------------ | -------------------- | -------------------- | ------ | ------ | ------ | ------ |
| 全体数（a）                                        | 47       | 47       | 20           | 20           | 772                  | 772                  | 23     | 23     | 926    | 926    |
| 実施数（b）                                        | 10       | 41       | 5            | 17           | 89                   | 294                  | 11     | 20     | 120    | 373    |
| 統一率 （b/a）×100                                 | 21.28%   | 87.23%   | 25.00%       | 85.00%       | 10.62%               | 38.08%               | 47.83% | 86.96% | 12.96% | 41.67% |
| 2018年（平成30年）12月1日現在 出典：総務省報道資料 |          |          |              |              |                      |                      |        |        |        |        |

### 都道府県知事・政令指定都市市長選挙
首長が辞職や死亡により任期途中で欠けたり、新設合併方式による市町村合併で失職したりしたことにより、一時、統一地方選挙の日程で実施される都道府県知事選挙は11都道県、政令指定都市市長選挙は札幌市1市のみとなっていた。その後、首長の失職や退職により任期満了日が臨時特例法の対象となったり、新たに政令指定都市に移行する市が現れたりしたことなどにより、実施数は若干増加し、2023年に統一地方選挙の日程で実施される知事選挙・政令指定都市市長選挙は9道県・6市の予定となっている。
2007年（平成19年）4月8日、広島市では市長選挙と市議会議員選挙、広島県議会議員選挙が実施されたが、このうち市長選と市議選は臨時特例法で定義される統一地方選挙の対象ではなく、前述の90日特例を適用して実施されたものである。（上記統一地方選挙の日程に従わない例も参照）

### 都道府県・政令指定都市議会議員選挙
都道府県議会議員選挙・政令指定都市議会選挙では、首長選挙と比較して自治体間の任期のズレが生まれにくい。そのため2023年には、41道府県（例外は岩手県、宮城県、福島県、茨城県、東京都、沖縄県）および17政令市（例外は仙台市、静岡市、北九州市）がそれぞれ、統一地方選挙の日程で議会選挙を実施する予定となっている。
このようにズレが生まれにくい原因としては、これらの議会については、以下に掲げるような突発的な選挙実施理由が発生しにくいことが挙げられる。
1. 住民発議による解散請求（リコール）の投票が行われ、過半数の賛成により議会が解散された場合
  - 過去に1例のみ。名古屋市：2011年（平成23年）2月6日解散、同年3月13日投票。
  - 議会の解散請求をするには地方自治法第76条の規定により、その自治体の有権者の1/3以上（ただし、有権者が40万人を超える場合は「40万×（1/3）+40万を超えた分×（1/6）」で計算した数）以上の署名を集める必要がある。ところが、地方自治法施行令第92条第4項・同第100条によると、都道府県・政令指定都市の議会解散のための署名活動では、請求代表者が当該自治体の選挙管理委員会から請求代表者証明書の交付を受けたあと、2か月以内[注釈 7]に所定数以上の署名を集めなければならない。これだけ多数の署名を短期間で集めることは困難である。
  - このため、2014年にこの規定の一部が改正され[14]、有権者数が80万人を超える場合には「80万を超えた分×（1/8）+40万×（1/3）+40万×（1/6）」、すなわち「80万を超えた分×（1/8）+40万」の署名で解散請求ができることとなった。しかしながらその後も2023年2月現在、都道府県・政令指定都市の議会の解散請求に至った例はない。
2. 都道府県知事、政令指定都市市長の不信任決議案可決（総議員の2/3以上が出席し、その3/4以上の賛成による）に伴う議会の解散
  - 事例なし。岐阜県、長野県、徳島県、宮崎県、兵庫県で知事の不信任決議案が可決された例があるが、いずれも知事が自ら辞職し、もしくは期限までに議会を解散せず失職する道を選んた。
3. 都道府県議会、政令指定都市市議会の自主解散（総議員の3/4以上が出席し、その4/5以上の賛成による）（地方公共団体の議会の解散に関する特例法）
  - 過去に2例。東京都：1965年（昭和40年）6月14日解散、同年7月23日投票、茨城県：1966年（昭和41年）12月21日解散、1967年（昭和42年）1月8日投票。
4. 都道府県の統廃合
  - 事例なし
5. 政令指定都市の新設合併による市町村合併（政令指定都市への移行の前後を問わない）
  - 北九州市：1963年（昭和38年）2月10日、門司市・小倉市・戸畑市・八幡市・若松市の5市による新設合併。在任特例を2年間適用して1965年（昭和40年）2月4日に選挙。以後、統一地方選挙の約2年前に実施。
  - 静岡市：2003年（平成15年）4月1日、（旧）静岡市と清水市の2市による新設合併。在任特例を2年間適用して2005年（平成17年）3月27日に選挙。以後、統一地方選挙の約2年後に実施。
  - さいたま市（2001年（平成13年）5月1日、浦和市・大宮市・与野市の3市による新設合併、2003年（平成15年）4月1日に政令指定都市へ移行）については、浦和・与野の2市は合併前まで市議選を統一地方選挙の日程で実施していた。2001年の合併時に在任特例を2年間適用したため任期満了日が2003年（平成15年）4月30日となり、2003年（平成15年）の選挙は統一地方選挙の日程で実施された。

また、上記のような制度上の理由のほか、災害など個別の事情でズレが生じるケースもある。
1. 1995年（平成7年）4月上旬に行われる予定であった兵庫県議会議員選挙と神戸市議会議員選挙については、同年1月17日に発生した兵庫県南部地震（阪神・淡路大震災）により延期され、いずれも同年6月11日に実施された。ただし、その次の1999年（平成11年）の選挙の際の臨時特例法により、当年の6月1日から6月10日までに任期満了となる選挙についても新たに統一地方選挙の日程で実施できることとなり、以後、再び統一地方選挙の日程で実施されている[9]。
2. 2011年（平成23年）4月に予定されていた岩手県、宮城県、福島県の県議選と仙台市の市議選も、3月に発生した東北地方太平洋沖地震（東日本大震災）により延期され、仙台市議選は同年8月28日、岩手県議選は同年9月11日、宮城県議選は同年11月13日、福島県議選は同年11月20日に行われた。その後の2015年（平成27年）以降、これらの選挙は統一地方選挙の日程では行われなくなった。
3. 2007年（平成19年）の広島市議選は前述の通り、臨時特例法で定義される統一地方選挙の対象ではなく、公職選挙法第34条の2に定めるいわゆる90日特例を適用して実施されたものである[13]。
4. 名古屋市では、2011年（平成23年）2月6日に解散請求の投票により市議会が解散され、それに伴う市議選が同年3月13日に行われた。この選挙で選出された市議会議員の任期は2015年3月12日までであるが、その年の統一地方選挙についても従来通りの臨時特例法が国会で制定されたため、この年の名古屋市議選も同法の対象となってしまった。そのため、同年4月の統一地方選挙の日程で市議選が実施されることとなり、任期満了後の3月13日から選挙終了までの約1か月間、議員不在のため議会を招集できない状況にあった。前述の通り、このような場合に統一地方選挙の日程で市議選を実施するかどうかは、市選挙管理委員会の判断に委ねられている。
5. 沖縄県議会については、同県が1972年（昭和47年）5月15日に日本に復帰し、同年6月25日に復帰後初の選挙が実施されたという経緯から、統一地方選挙とは異なる日程となっている。

### 政令指定都市以外の市町村の首長・議会議員選挙
政令指定都市以外の市町村（東京都の特別区については後述）の首長選挙や議会議員選挙については、首長の任期途中での辞職や死亡、議会の解散や総辞職、選挙無効や当選無効、市町村合併などにより、統一地方選挙の日程で実施される割合が年々減少傾向にある。
特に、3度にわたる大規模な合併促進（合併ブーム）の際に新設合併した市町村の多くは、統一地方選挙とは異なる日程で首長選挙や議会議員選挙を実施することが多い。ただし、そのような市町村であっても、議会議員選挙については在任特例を適用して統一地方選挙の前後まで任期を延長し、新設合併後も統一地方選挙の日程を維持している例がある。平成の大合併に伴う例としては、2001年5月1日に発足したさいたま市をはじめとして、香川県さぬき市（2002年（平成14年）4月1日発足、在任特例を1年2か月間適用）、茨城県筑西市（2005年（平成17年）3月28日発足、在任特例を2年間適用）、埼玉県深谷市（2006年（平成18年）1月1日発足、在任特例を1年4か月間適用）などが挙げられる。
平成の大合併では、合併ブームの後半になると議会議員の在任特例を適用しない例や、適用しても数か月程度にとどめる例が多くなり、統一地方選挙の前後まで任期を延長する例は少なくなった。一方、昭和の大合併では、統一地方選挙の前後まで任期を延長した例が多く見られる。1953年（昭和28年）10月に3年間の時限立法として施行された町村合併促進法では、新設合併の場合の議会議員の在任特例は最長で1年間適用できるものとされており、1954年（昭和29年）3月から同年12月にかけて新設合併した市町村の多くが、翌1955年（昭和30年）4月の統一地方選挙の前後まで任期を延長した。
ただしその一方で、1955年（昭和30年）3月から同年4月にかけて新設合併した市町村では、もし合併がなければ同年4月30日の統一地方選挙の対象になっていたにもかかわらず、在任特例を適用したがために統一地方選挙の対象外となった例も少なくない。
1956年（昭和31年）に施行された新市町村建設促進法では議会議員の在任特例は規定されなかったが、1962年（昭和37年）に施行された市の合併の特例に関する法律では新設合併の場合の議会議員の在任特例は最長で2年間適用できるものとされ、前述した北九州市の新設合併の際の議会議員の在任特例はこの法律を根拠としていた。その後、1965年（昭和40年）に施行された市町村の合併の特例に関する法律では新設合併の際の在任特例は最長1年に短縮されたが、1995年（平成7年）の改正により再度、最長2年間まで適用できるものとされた。

### 特別区区長・区議会議員選挙
2023年（令和5年）において、第20回統一地方選挙の日程で選挙を実施する予定の区は、以下のとおりである。なお、本節では、統一地方選挙ではないが同一の日程で行われる江東区長選挙も含めて示している。
- 区長選挙：12区（中央区、文京区、台東区、墨田区、江東区、大田区、世田谷区、渋谷区、豊島区、北区、板橋区、江戸川区）
- 区議会議員選挙：21区（足立区、葛飾区以外すべて）

このように東京の特別区は市町村の首長・議会議員の選挙と比較して、統一地方選挙の日程で実施される割合が高い。
このうち区議会議員選挙が統一地方選挙の日程で実施される割合が高いのは、日本国憲法施行後における特別区の廃置分合が1例のみしかなく（1947年（昭和22年）8月1日に板橋区から練馬区が分立。その練馬区では分立に伴い、1947年（昭和22年）9月20日に区長選・区議選を実施した）、特に、「新設合併に伴う議会選挙」が一例もないことが大きい。
また区長についても、日本国憲法の施行当初は区議会が都知事の同意を得て区長を選任するものとされていたところ、その後の地方自治法改正により、1952年（昭和27年）からは区民の直接選挙によって選出されることになり（特別区#区長を参照）、その後いったん直接選挙の制度が廃止され、さらにその後、直接選挙制復活のため1975年（昭和50年）4月の統一地方選挙で23区すべての区長選が同時に実施されたという事情がある。その後、区長が任期途中で辞職あるいは死亡したことにより、統一地方選挙の日程で実施される区長選は13区（全体の47.83%）まで減ったものの、現時点でも市町村の首長選挙（全体の1割台）と比較すると統一地方選挙の日程で実施される割合が高い。
都道府県・政令指定都市の議会と同様、区議会議員選挙が統一地方選挙の日程で実施される割合が高い理由としては、以下に掲げるような突発的な選挙実施理由が発生しにくいことが挙げられる。
1. 住民発議による解散請求（リコール）の投票が行われ、過半数の賛成により議会が解散された場合
  - 事例なし
2. 区長の不信任決議案の可決（総議員の2/3以上が出席し、その3/4以上の賛成による）に伴う議会の解散
  - 過去に3例。練馬区：1967年（昭和42年）5月解散、同月投票。葛飾区：1993年（平成5年）9月解散、同年10月投票。足立区：1999年（平成11年）4月解散、同月投票。
  - 練馬区については、1947年（昭和22年）8月1日に板橋区から分立し、同年9月20日に初回の区長選・区議選が実施されて以降、統一地方選挙から約半年後の9月に区議選が実施されていた。しかし、1967年（昭和42年）5月2日に議会で区長の不信任決議案が可決されたことで議会が解散され、同年5月30日に区議選が行われた。この選挙で選出された議員の任期満了日が1971年（昭和46年）5月29日となったため、統一地方選挙の対象となり、その年の区議選は統一地方選挙の日程で行われた。これ以降の区議選も引き続き、統一地方選挙の日程で実施されている[20]。
  - 足立区では1999年4月に議会が解散され、それに伴う区議選は当初の予定通り、統一地方選挙の日程で実施された。その後任を選ぶ2003年の区議選では90日特例を適用し、区長選と合わせて5月18日に実施された。その後、2007年（平成19年）の区議選は統一地方選挙の日程で実施されたが、2011年（平成23年）、2015年（平成27年）、2019年（令和元年）の3回はいずれも、統一地方選挙から約1か月後の5月に実施されている。2023年（令和5年）の区議・区長選挙も、同様に5月実施の予定である[21]。
3. 区議会の自主解散（総議員の3/4以上が出席して、その4/5以上の賛成による）（地方公共団体の議会の解散に関する特例法）
  - 事例なし
4. 特別区の廃置分合
  - 過去に1例：練馬区（1947年（昭和22年）8月1日に板橋区から分立、同年9月20日に区長選・区議選）[20]

逆に、統一地方選挙の日程に従わなかったケースとしては、次のものが挙げられる。
1. 1999年（平成11年）の大田区議会議員選挙：区長選（同年1月31日に区長の任期満了）と同日に実施するため、90日特例を適用して同年3月14日に実施。なお、2003年（平成15年）の区議選は、区長選とともに統一地方選挙の日程で実施されている。
2. 2007年（平成19年）の台東区議会議員選挙：区長選（同年2月8日に区長の任期満了）と同日に実施するため、90日特例を適用して同年3月18日に実施。2019年（平成31年）の区議選も、区長選（同年2月28日に任期満了）と同日に実施するために90日特例を適用し、同年3月17日に実施された。

## 制度見直しの議論
全国の地方選挙のうち、統一地方選挙の日程で実施される選挙の割合が低下傾向にあることを受け、制度の見直しの議論が度々出ている。同時選挙の割合を上げるためには、現時点では統一地方選挙と異なる日程で選出されている首長・議員の任期を延長、または短縮するしかないが、これには異論も多く、結論は出ていない。
また、国会審議では、現在2回に分けて実施している選挙を1回に統合するといった意見も示されている。さらに、今のところ統一地方選挙の期間中に衆議院議員総選挙（および最高裁判所裁判官国民審査）が実施されたことはないが、もしも統一地方選挙の期間と衆議院議員総選挙の期間が重複した場合に、当該総選挙を前半（都道府県・政令指定都市の選挙）または後半（政令都市以外の市町村・特別区の選挙）のどちらの日程で行うべきかが、大きな課題となっている。もし統一地方選挙がすべて同日の実施へと統合されれば、統一地方選挙の期間中に総選挙が実施されることとなっても、日程について意見が割れることはなくなると期待されている。

## 実施される主な選挙
- 都道府県知事選挙、都道府県議会議員選挙、政令指定都市市長選挙、政令指定都市市議会議員選挙のうち、統一地方選挙の際に実施されるものは下記の通り。
- 都道府県知事選挙は47都道府県中9道府県[注釈 9][注釈 10]、都道府県議会議員選挙は47都道府県中41道府県[注釈 11]、政令指定都市市長選挙は20市中6市、政令指定都市市議会議員選挙は20市中17市[注釈 12]。

| 自治体名 | 自治体名   | 首長 | 議会 |
| -------- | ---------- | ---- | ---- |
| 北海道   | 北海道     | ○    | ○    |
|          | 札幌市     | ○    | ○    |
| 青森県   | 青森県     | -    | ○    |
| 岩手県   | 岩手県     | -    | -    |
| 宮城県   | 宮城県     | -    | -    |
|          | 仙台市     | -    | -    |
| 秋田県   | 秋田県     | -    | ○    |
| 山形県   | 山形県     | -    | ○    |
| 福島県   | 福島県     | -    | -    |
| 茨城県   | 茨城県     | -    | -    |
| 栃木県   | 栃木県     | -    | ○    |
| 群馬県   | 群馬県     | -    | ○    |
| 埼玉県   | 埼玉県     | -    | ○    |
|          | さいたま市 | -    | ○    |
| 千葉県   | 千葉県     | -    | ○    |
|          | 千葉市     | -    | ○    |
| 東京     | 東京       | -    | -    |
| 神奈川   | 神奈川     | ○    | ○    |
|          | 横浜市     | -    | ○    |
|          | 川崎市     | -    | ○    |
|          | 相模原市   | ○    | ○    |
| 新潟県   | 新潟県     | -    | ○    |
|          | 新潟市     | -    | ○    |
| 富山県   | 富山県     | -    | ○    |
| 石川県   | 石川県     | -    | ○    |
| 福井県   | 福井県     | ○    | ○    |
| 山梨県   | 山梨県     | -    | ○    |
| 長野県   | 長野県     | -    | ○    |
| 岐阜県   | 岐阜県     | -    | ○    |
| 静岡県   | 静岡県     | -    | ○    |
|          | 静岡市     | ○    | -    |
|          | 浜松市     | ○    | ○    |
| 愛知県   | 愛知県     | -    | ○    |
|          | 名古屋市   | -    | ○    |
| 三重県   | 三重県     | -    | ○    |
| 滋賀県   | 滋賀県     | -    | ○    |
| 京都府   | 京都府     | -    | ○    |
|          | 京都市     | -    | ○    |
| 大阪府   | 大阪府     | ○    | ○    |
|          | 大阪市     | ○    | ○    |
|          | 堺市       | -    | ○    |
| 兵庫県   | 兵庫県     | -    | ○    |
|          | 神戸市     | -    | ○    |
| 奈良県   | 奈良県     | ○    | ○    |
| 和歌山県 | 和歌山県   | -    | ○    |
| 鳥取県   | 鳥取県     | ○    | ○    |
| 島根県   | 島根県     | ○    | ○    |
| 岡山県   | 岡山県     | -    | ○    |
|          | 岡山市     | -    | ○    |
| 広島県   | 広島県     | -    | ○    |
|          | 広島市     | ○    | ○    |
| 山口県   | 山口県     | -    | ○    |
| 徳島県   | 徳島県     | ○    | ○    |
| 香川県   | 香川県     | -    | ○    |
| 愛媛県   | 愛媛県     | -    | ○    |
| 高知県   | 高知県     | -    | ○    |
| 福岡県   | 福岡県     | -    | ○    |
|          | 北九州市   | -    | -    |
|          | 福岡市     | -    | ○    |
| 佐賀県   | 佐賀県     | -    | ○    |
| 長崎県   | 長崎県     | -    | ○    |
| 熊本県   | 熊本県     | -    | ○    |
|          | 熊本市     | -    | ○    |
| 大分県   | 大分県     | ○    | ○    |
| 宮崎県   | 宮崎県     | -    | ○    |
| 鹿児島県 | 鹿児島県   | -    | ○    |
| 沖縄県   | 沖縄県     | -    | -    |

## その他の地方選挙
プレ統一地方選挙
統一地方選挙が実施される直前の半年間ほどに実施される選挙をプレ統一地方選挙と呼ぶ。茨城県議会議員選挙や福島・沖縄・和歌山・佐賀・愛媛・山梨・宮崎・愛知の各県知事選挙、新潟・福岡・北九州の各政令指定都市市長選挙、和歌山市・金沢市・甲府市・松山市・那覇市などの県庁所在地の市長選挙が実施され、これらについても各政党は国政選挙並みの体制で臨むなど、統一地方選挙までの一連の政治日程の一環として統一地方選挙並みの扱いがされる。本番への前哨戦としても注目されることも多い。
ミニ統一地方選挙
平成の大合併が進められる中、2005年（平成17年）4月前後に合併が施行された193の市町村で首長と議員の選挙が実施され、その前後にも千葉・秋田の両県知事選挙、政令指定都市の名古屋市長選挙が行われた。結果としてその後も4年おき、すなわち「西暦で4の倍数年の1年後の春」も地方選挙が多い状況にある。2009年（平成21年）は現職首長の落選率が際立って高く、合併後の施政への不満が表れたと分析された。長野県は市町村が77と多い上、平成の合併とは無関係でも農繁期や観光シーズンを避けるなどしてこの年の選挙を4月にやる傾向が強く、10以上の首長選、市町村議会選が4月に集中する。そのため現在もミニ統一地方選と呼ばれることがある。
沖縄県版統一地方選挙
1946年（昭和21年）9月にアメリカ占領下の琉球諸島で一斉に市町村長・議会議員選挙が行われ、以降、4の倍数年（ほぼ閏年）の2年後の秋に実施されている。ただ、こちらも市町村長の任期途中での辞職や死亡、議会の解散、市町村合併によってずれが生じている。特に那覇市議会は1957年（昭和32年）の瀬長亀次郎市長に対する不信任決議案を可決したことにより解散し、以来前年の7月に市議選が実施されている。2010年（平成22年）9月12日の選挙では南城市・宜野湾市・沖縄市・名護市・石垣市の5市を含む24市町村で議会議員選挙が、また2町村で首長選挙が行われた。
全国の統一地方選挙と異なり臨時特例法は制定されず、公職選挙法の規定の範囲内で期日が設定される。該当年の春には、沖縄県選挙管理委員会において「市町村議会議員及び長の選挙における選挙期日の統一について」という議案（具体的な議案名は年により若干異なる）が審議され、期日の統一が図られる。

## 日本以外の統一地方選挙
イギリス
イギリスでは「1972年地方自治法」に基づき、原則としてその年の地方選挙を5月の第1木曜日にまとめて行う。イギリスの地方議員や直接公選首長の任期は4年で、地方議会は4年に1度全員を改選する方式のところや、3分の1ずつの改選を4年間で3回行う方式のところなどがあるが、いずれにしても地方選は毎年5月に集中して実施し、4年で1回りすることになる。時の首相への評価や批判、国政野党への支持の状況などがこの地方選での議席増減につながり、地方選での勝敗が首相の政権運営にも影響する。
直近の例では2019年イギリス地方統一選挙で259自治体の議会の約8900議席と、6自治体の首長の選挙が行われた。2020年の地方選挙は新型コロナウイルス感染症の影響で1年延期となり、2021年にまとめて実施。ロンドン市長選挙を含む13首長選、スコットランド議会選挙（129議席）、ウェールズ議会選挙（60議席）、ロンドン議会選挙（25議席）と、145自治体議会の約5000議席を選ぶ投票が行われた。有権者数4800万人に及ぶ大規模なものとなり、「スーパー・サーズデー」とも呼ばれた。2022年は200の自治体議会の6800議席の選挙と北アイルランド議会選挙（90議席）が行われた。
韓国
台湾（中華民国）
カンボジア
シンガポール